# Geschiedenis van Sint-Winoksbergen
De geschiedenis van Sint-Winoksbergen zou begonnen zijn in de 7e eeuw.

## Stichtingslegende
Zoals bij wel meer stichtingsgeschiedenissen, is ook die van het vestingstadje Sint-Winoksbergen een mengeling van geschiedenis en legende. Winok, de zoon van een Bretoense koning en broer van de twee heiligen Judok (Sint-Joost) en Juthaël, zou tussen de jaren 665 en 675 in de Sint-Bertinusabdij van Sint-Omaars verbleven hebben, om van daar uit te helpen het heidense Vlaanderen te kerstenen. Op een dag, toen hij vergezeld van zijn drie gezellen Cadanoc, Ingenoc en Madox doorheen de West-Vlaamse kustmoerassen ploeterde, viel zijn oog op een kleine bult die zich als een toevluchtsoord boven de uitgestrekte moerassen verhief : de 22 meter hoge Groenberg, in 857 voor het eerst vermeld als "Gruonomberg". Zij trokken zich op deze eenzame plaats terug, maar al gauw groeide hun eenvoudige bidplaats uit tot een kloostertje, dat eveneens Groenberg heette.
Winok trok zich later terug in het enkele kilometers zuidelijker gelegen Wormhout, waar hij in 717 overleed en begraven werd. Onder dreiging van de Noormanneninvallen bracht men zijn gebeente naar Sint-Omaars over, waar het werd bewaard tot men het rond 900 naar de Groenberg bracht. Dat weten we uit de Vita Sancti Winnoci, een laat-10e-eeuwse of vroef-11e-eeuwse hagiografie, waarin verhaald wordt hoe het gebeente van de heilige was ondergebracht in een door graaf Boudewijn II de Kale tussen 857 en 918 gebouwde burcht.

## Historisch ontstaan
Sint-Winoksbergen ontstond in 891 als het castrum Bergense, een primitieve versterking die deel uitmaakte van de verdedigingsgordel die graaf Boudewijn II de Kale opwierp om invallen van de Noormannen af te slaan. Andere castra (burchten) die in deze periode langs de kust van het graafschap Vlaanderen werden opgericht, zijn onder meer Sithiu (het latere Sint-Omaars), Broekburg, Veurne, Gistel, Oudenburg, Aardenburg, Oostburg, Gent, Kortrijk, Ariën-aan-de-Leie en Sint-Vaast (Atrecht).
Die burcht was een schakel in de gordel van de “castella recens facta” (onlangs opgetrokken vestingen), waarmee de graaf de Vlaamse kustvlakte tegen de invasies van de Noormannen wilde beschermen. De precieze ligging ervan naast de Groenberg en aan een inham van de zee, de Gersta, blijkt uit een document van 1037 : “juxta castrum Berga in Gersta supra mare (bij de vesting Bergen aan de Gersta bij de zee)"; Vandaag kan haar spoor nog steeds in het huidige stratenpatroon teruggevonden worden; tussen 1720 en 1724 overwelfde men immers de burchtgracht, zodat het ringvormige patroon met een diameter van een kleine 250 m bewaard bleef.
De plek, gelegen op de twee heuvels van de Groenberg, werd echter al voor die tijd bewoond. Vermoedelijk bestond er al een nederzetting met een eigen parochiekerk, gewijd aan de heiligen Petrus en Martinus. Deze namen suggereren een relatief hoge ouderdom, die mogelijk opklimt naar de Merovingische tijden. Nieuw gebouwde kerken in dergelijke negende-eeuwse castra werden immers vaak aan Onze-Lieve-Vrouw toegewijd.
Na de bouw van de omwalling kreeg de reeds bestaande (eerste) parochiekerk van 'Bergas' gewijd aan de heilige Martinus van Tours in 891 een nieuwe rol als weerkerk (castrale kapel). Zoals gebruikelijk in die tijd werd de burchtkapel omgevormd tot een collegiale kerk, bediend door een kapittel (bestuurscollege) van seculiere kanunniken. Om de kerk meer prestige te geven, liet Boudewijn II de Kale op 30 december 899 of 900 het stoffelijk overschot van de Heilige Winok overbrengen van Sint-Omaars naar de Sint-Maartenskerk. De plechtige overdracht (translatio) van dit kostbare relikwie naar de oudste kerkelijke site van de nederzetting verstrekte zowel de stad als het graafschap bijkomende militaire en spirituele macht, die noodzakelijk werd geacht om de Noormannen af te weren. Sindsdien draagt de stad diens naam.
In het jaar 1000 gaf graaf Boudewijn IV met de Baard de aanzet voor de bouw van de Sint-Winokskerk op de heuvel tegenover het castrum. Samen met de kanunniken verhuisden de relieken naar de plaats waar ze tot de Franse Revolutie vereerd zouden worden. Het seculier kapittel werd in 1022 omgevormd tot een benedictijnerabdij, bevolkt door monniken uit de naburige Sint-Bertijnsabdij. Vandaag de dag is de Sint-Winoksabdij een ruïne, op twee torens na, die werden herbouwd om te dienen als baken voor zeelui.
Deze hele evolutie valt af te leiden uit de naam: enerzijds is er het lid "Sint-Winoks-" dat naar de abdij verwijst; anderzijds heb je het lid "-bergen" , dat naar de op een kleine terp gelegen burcht verwijst, volgens de tekst ad Castrum quod dicunt Bergam (in de vesting die men Bergen heet) uit 944. Latere vermeldingen zijn “Bergis” (1103), “Bergan” (1112) en “Bergen” (1122). Het stadje wordt overigens doorheen de geschiedenis slechts zelden bij haar volledige naam genoemd, meestal luidt het kortweg Bergen. De Revolutionairen hadden het over Montagne-sur-Colme.

## Vlaamse hanze- en vestingstad
De voor de handel zeer gunstige ligging aan zee en de aanwezigheid van een belangrijk geestelijk centrum als de abdij betekenden een sterke stimulans voor de jonge nederzetting, zeker toen de graven van Vlaanderen er een regionaal bestuurlijk centrum voor hun domeinen van maakten. Ze bouwden er op de plaats van de huidige Sint-Maartens een burchtkerk en begonnen in 1028 met de bouw van “ung fort chastel” (een sterk kasteel), dat ze met een lardarium (vleeshalle), een granarium (graanschuur) en een gerechtshof omringden. Wanneer in 1071 de kasselrij van Bergen van die van Sint-Omaars wordt afgesplitst, vinden we er vanaf het einde van de 11e eeuw de eerste sporen van een burggraaf die in naam van de graaf het gezag over de burcht en de omliggende streek uitoefende. In die 11e eeuw sloeg men er ook munt.
Het verlenen van een keure in 1240 voorzag in een extra prikkel voor de snel groeiende stad, zodat men in 1267 in een oorkonde ten voordele van de abdij reeds kon spreken van de “antiquum burgum” (de oude burcht), om ze te onderscheiden van de nieuwe stadsdelen. De bestuurlijke onafhankelijkheid vond haar uitdrukking in het belfort, waarvan de bouw in 1240 door de graaf werd toegestaan. Bergen werd een haven en een textielcentrum van regionale betekenis, met sedert 1276 een eigen wolmarkt en in de volgende eeuwen ook 2 druk bezochte laken- en doekmarkten. Dit mondde uiteindelijk uit in de bouw van twee in 1509 vermelde hallen, waar laken en wol werd verkocht.
Dat de stad als bloeiend handelscentrum een krachtige regionale inbreng had, blijkt wel uit het feit dat er tussen 1389 en 1789 niet minder dan 7379 niet-Bergenaars als poorters werden ingeschreven.
Haar strategische ligging en haar welvaart als bloeiende laken- en linnenstad maakte van Sint-Winoksbergen vaak het strijdtoneel van diverse veldslagen en aanvallen. Met name haar lidmaatschap van de Vlaamse Hanze van Londen was een doorn in het oog van erfvijand Frankrijk. Nadat de Vlaamse graaf Gwijde van Dampierre in 1297 zijn leenhulde aan de Franse koning Filips de Schone had opgezegd - een daad die tot de Vlaamse Opstand (1297-1305) en de Guldensporenslag zou leiden - veroverde Robert II van Artesië begin augustus 1297, na snelle overgave van de Fransgezinde burggraaf van de kasselrij, zonder bloedvergieten de stad. Op 6 juni 1301 moest Frankrijk de stad echter opnieuw afstaan aan het Vlaamse bevrijdingsleger van Willem van Gulik en Pieter de Coninck. De Fransgezinde leliaards (waaronder de koninklijke baljuw) slaan op de vlucht en de stad krijgt een liebaardsgezind bestuur.
Karel VI van Frankrijk nam het plaatsje in op 3 september 1383 en brandde het plat; ook in 1494 kraaide op bevel van de Franse koning de rode haan boven het centrum, een wandaad die in 1558 nog eens werd herhaald door de troepen van de Franse maarschalk Paul de La Barthe de Thermes. 
Deze rampzaligheden hadden al even weinig weerslag op het culturele leven, zo lijkt het, want in de 16e eeuw bleek Bergen een centrum van de rederijkerij. Het was bepaald niet de enige stad in deze contreien die een rederijkerskamer bezat, maar samen met Belle (Bailleul) telde ze er wel de meeste, zes om precies te zijn. Behalve met taal in het algemeen en literatuur in het bijzonder hielden deze kamers zich bezig met cultuur in de bredere zin. Contacten tussen deze groeperingen en soortgelijke in West en Oost-Vlaanderen werden nog lang na de inlijving bij Frankrijk onderhouden.

## Nederlandse Opstand tijdens de Spaanse overheersing
In de beginjaren van de Nederlandse Opstand is Bergen tweemaal gestormd door beeldenstormers.
In 1583 wordt Sint Winoksbergen, dat evenals de andere Vlaamse steden de Opstand ondersteund, na een belegering door Alexander Farnese ingenomen en nogmaals in puin gelegd. De Spaanse koning Filips II, liet het echter volledig heropbouwen, een daad die nog tot op heden sterk het uitzicht van Sint-Winoksbergen bepaalt.
In die tijd was het bestuur van de eigenlijke stad nog strikt gescheiden van dat van de kasselrij, met een 26-tal dorpen en 7 dorpsheerlijkheden onder haar gezag. Filips verenigde beide in november van het jaar 1586, een daad die zijn weerslag vindt in het wapenschild van de stad: de linkerhelft met de leeuw is dat van de stad zelf, de rechterhelft met de dwarsbalk behoorde aan de kasselrij. Toen werd ook de samenstelling van het college bepaald op zes stedelijke en twaalf landelijke schepenen. Dit aantal zou in 1668 en 1671 tot respectievelijk 12 en 14 herleid worden. Waarschijnlijk was de inneming van Duinkerke door de Fransen en de Engelsen in 1658 - waardoor een deel van de kasselrij verloren ging - hier niet vreemd aan.

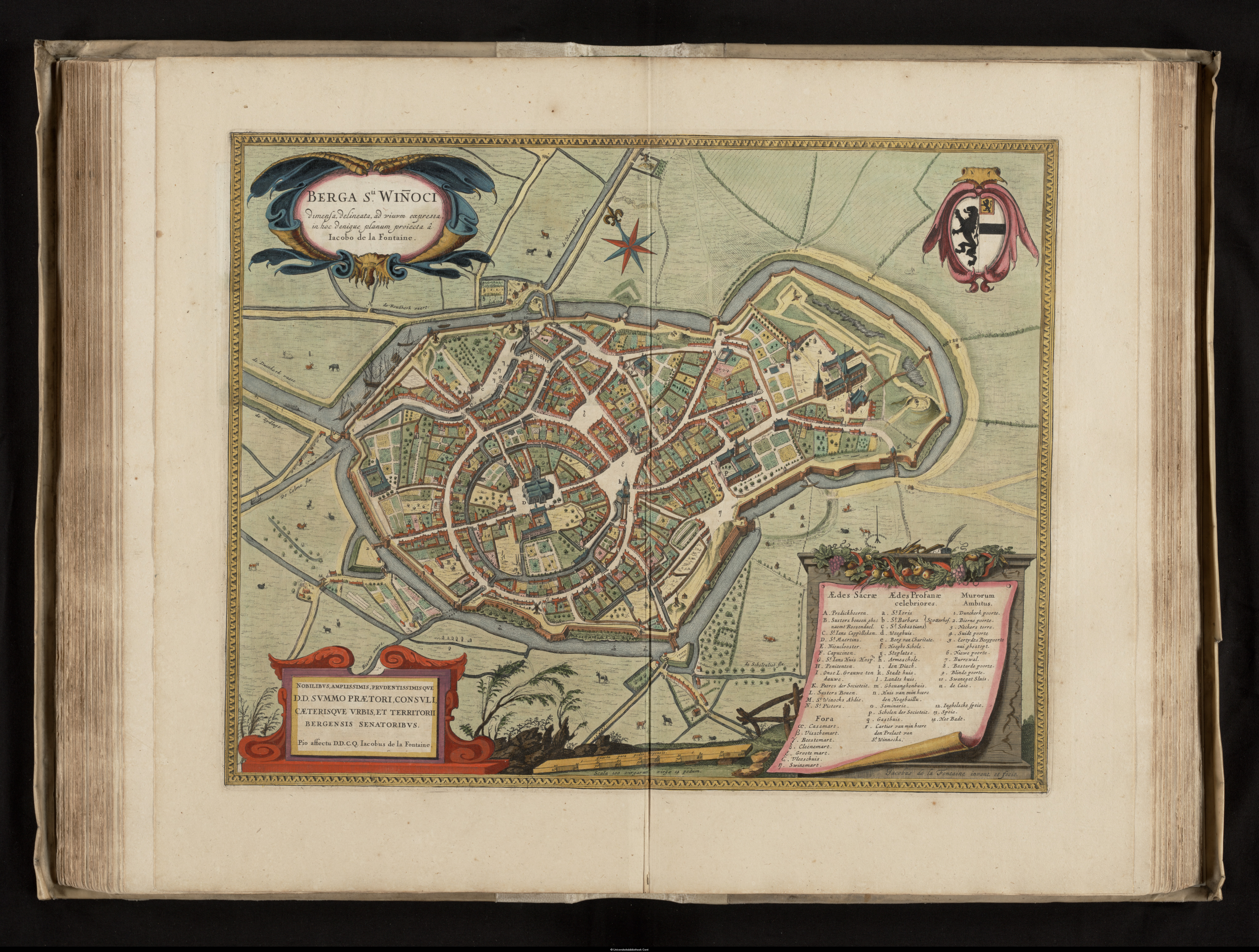
Sint Winoksbergen in de eerste helft van de 17e eeuw (afbeelding uit Flandria Illustrata - 1641)

De stad had nog steeds een bestuurlijke en juridische functie, was een bloeiend geestelijk centrum en huisvestte een garnizoen. De vestiging van talrijke begoede families in prachtige herenhuizen was er een gevolg van. Deze karakteristieken waren er ongetwijfeld de oorzaak van dat men in 1624 Bergen boven Duinkerke verkoos als zetel van de Admiraliteit. De haven aan de Kolme kon toen 40 à 50 schepen herbergen.

## Franse verovering
In 1658 veroverde Lodewijk XIV de stad, die door de Vrede van Aken in 1668, definitief bij Frankrijk werd gevoegd. De zonnekoning bouwde daarop Duinkerke uit tot een grote marinebasis, die Bergen volledig overvleugelde. Desondanks werd er in het stadje vanaf 1761 gestart met de bouw van een nieuwe haven, waar op 23 maart 1763 de eerste schepen aanmeerden. In die jaren was Charles Theodore Schotte burggraaf van Sint-Winoksbergen, echtgenoot van Joanna Maria Francisca D'Armenzaga, vrouwe van "Bossuijt, Archenne, Niel St. Vincent ende Piereux" (1760) - dochter van jonker D'Amenzaga, heere van Milpiereux (1750). Als erfgenaam van Jan Vanden Poel bezat hij het huis Antwerpen in Tienen. Schotte verkocht het in 1760. (Dr. Paul Kempeneers, Thuis in Thienen, 1999, p. 576).
De Franse revolutie markeert het begin van een economische ineenstorting, een voortdurende achteruitgang en een blijvende verarming, een evolutie die pas in het vierde kwart van de 20e eeuw gestopt kon worden: ondanks het feit dat de stad tijdens de 19e eeuw de grootste graanmarkt van Frans-Vlaanderen wordt, zijn de laken- en de kantnijverheid er verdwenen; in de door Duinkerke overschaduwde haven blijft elke activiteit weg; kerkelijke instellingen worden opgedoekt en de gebouwen gesloopt; het gerecht ten slotte wordt in 1790 naar Duinkerke overgebracht, in 1803 door de onderprefectuur gevolgd, waardoor Bergen als regionale hoofdplaats wordt onttroond.
Door de nabijheid van de Duinkerkse veste verliest het bovendien zijn eeuwenoud militair belang, waardoor de daarmee samenhangende functies een na een overbodig en dus afgeschaft worden. Met de gouverneur, de luitenant-generaal van het leger, de ingenieurs van de fortificaties, de kapiteins van de stadspoorten enz. verdwijnen hun begoede families voorgoed uit de geschiedenis van het stadje.
De bouw van een station in 1857 en een nieuw stadhuis in 1863, en de vestiging van een industriezone hebben de demografische vlucht naar elders niet helemaal kunnen tegenhouden.

## Wereldoorlogen

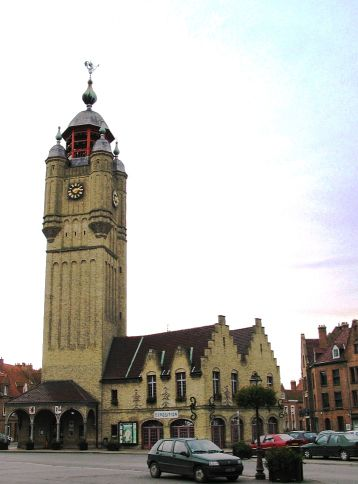
Het belfort.

Tijdens de Eerste Wereldoorlog teisterden langeafstandsgeschut en luchtbombardementen de gemeente. In het kader van de verdediging van haar grote concurrent Duinkerke was Bergen in 1940 het toneel van felle gevechten, artilleriebeschietingen en bombardementen die haar in het hart troffen: toen op 2 juni van dat jaar een bres in de verdediging werd geslagen, was het stadje voor 60% verwoest, de abdijtoren beschadigd, het belfort door een brandbom getroffen, de Sint-Maartenskerk uitgebrand. Het belfort, het mooiste van Frankrijk, werd tijdens op 16 september 1944 gedynamiteerd; pas in 1961 werd het belfort na lang aandringen van de inwoners in een sterk vereenvoudigde vorm heropgebouwd.
Tegenwoordig heeft Bergen slechts een geringe regionale betekenis, onder meer op gebied van onderwijs. In de nabijheid van de industriereus Duinkerke leeft men er tussen de talrijke monumenten, resten van een rijk verleden. De roeping van de stad ligt dan ook bij het toerisme, dat zich in de laatste jaren sterk ontwikkeld heeft.